# Хлеб у праисторији
Хлеб у праисторији се према најновијим открићима из Јордана, припремао и јео 4000. година п. н. е. То је била једна од новина у до тада сакупљачкој исхрани прачовека, и можда покретачка снага касније пољопривредне револуције у којој су се култивисале дивље житарице и тиме обезедили редовнији извори хране. Како се исхрани човека развијала  паралелно са историјом производње и употребе житарица, хлеб је првобитно настао као директан производ од ручно прерађених житарица (које су се касније обрађивале разним механичким направам) и врло је могуће да је он био међу првим намирницама од житарица у праисторији.  
Имајући у виду да људски систем за варења, за разлику од других сисара, не може правилно да свари житарице. То је разлог зашто је прачовек први почео да житарице пре уноса у организам вештачки обрађујe (меље, натапа, кува, пече итд.). Оног тренутка када је примитивни човек то схватио, хлеб постајe основна човекова храна од његовог постанка, и главни извор угљених хидрата, који су допуњавани протеинима из меса.

## Историја
Хлеб прати исхрану човечанства од памтивека; донедавно се веровало да је почео да се користи 8000.  године п. н. е. када се догодио прелаз са номадског начина живота (лов-сакупљање) на  седелачки (пољопривреда). Али студија, објављена 2018. године, показала је да се увођење житарица у људску исхрану појављује у примитивном људском бићу најмање 4000. година пре тога, или око 12000. година п. н. е. када се у југозападној Азији појавило огромно зрневље, које су номадска племена јела у сировом стању (поред онога што су могли да прикупе).
Анализе минерализованог скроба пронађеног међу зубима припадника мезолитског народа пронађеним код места Власце на Дунаву   старим више од 6.600 година, указује на то да су се пшеница и зоб на простору данашње Србије јели више од 500 година пре него што се раније мислило и да су наши преци много раније почели да гаје биљке.  Те културе стигле су на простор данашње Србије кроз везе са територијом на којој је данас Турска и где су се људи већ бавили пољопривредом.
Вероватно је нека рана врста пшенице (нпр диплоидна сорте типа еинорн) била једна од првих  човекових њива, око 8000. године п. н. е., када су људи сазнали да се семење може засадити и култивисати, да ће давати поуздане усеве, и да се породице могу хранити од тих усева. Био је то почетак пољопривреде. Са развојем пољопривреде традиционални номадски живот се развио у стални живот у насељима (јер да би гајио житарице као што су пшеница, јечам, пиринач, раж и зоб, човек је морао бити стално настањен на једном месту). 
Сасвим је могуће да су у тим почецима човекове пољопривреда, развила исхране у којој је провладавала примена мешавина житарица, грубо млевених каменом и донекле навлажених, у виду примитивне каше сличне данашњим мекињама. Када се та каша сасвим случајно нашла у близини извора топлоте насто је први хлеб: из течне маса примитивне каше од житарица, која се  пекла на камењу које је било унапред загрејано, настала је чврста, јестива намирница, која је могло бити први, примитиван хлеб. 
Овај начин печења хлеба у виду тврдих пљоснатих векни и без квасца, може се и данас срести у многим земљама Азије и Африке. Брашно које се користи за његову припрему углавном може бити од јечма, проса, кукуруза и хељде и без глутена је. Овај исконски хлеб нека врста мешавина каше и сомуна који је могао дуже да се користи остаће у људској исхрани много векова, све до проналаска процеса ферментације теста. 
Није познато са сигурношћу, али је могуће да је првобитно коришћен равни хлеб, због лакоће припреме; који у свом тесту не садрже квасац, а који су примитивни људи прво кували на отвореној ватри или на врућим површинама, а онда развлачили у равни хлеб. У неким крајевима света човек је прво дозвољавао да житарице никну, а затим је благо осушио зрно пре млевења. Ова рафиниранија метода справљања раног хлеба стигла је до Египта и можда је била облик најранијих ферментација у хлебу. Које не само да „подижу“ хлеб; већ хлебу даје и пријатнији укус.
Временом је човек усавршио обраду целог зрна житарица, које је за људе несварљиво, млевењем између два камена (или жрвња) и потом влажио како би на крају житарица постала сварљивија храна. Ово прво млевење је врло старо. Докази о овој активности често се налазе у археолошким ископавањима из праисторијског периода. Неки аутори сугеришу да су у историји људске исхране житарице од почетка морале бити врло блиске људима, на шта указује изглед зуба који је типичне за истовремену исхрану месом и биљном храном.
Прогресивна вештачка селекција врста у пољопривреди изнедрила је сорте које данас познајемо. Најстарије гајене врсте су  Hordeum hexastichum sanctum (врста јечма), као и), Hordeum hexastichum densum, Hordeum vulgare и Triticum vulgare antiquorum.
Пшенично брашно карактерише велика количина протеина названих глиадин и глутенин, који заједно чине неку врсту прилично отпорне мреже или мреже коју познајемо као глутен. А глутен је веома важан у печењу, јер служе као оквир који омогућава угљен-диоксиду који производе микроорганизми у хлебу да остане унутар теста, формирајући шупљине. Имајући ово у виду хлеб са „квасцем“ не може се правити од просеног, овсеног, јечменог или кукурузног брашна, због ниског садржаја глутена (знатно испод 12% колико садашња пшеница обично има) или скроба. Како је скроб битан за нарастање теста примена ферментације (нарастања теста) у припреми хлеба везује са за онај период када је чове почео да користи пшеницу или раж (једине житарице способне да реагује на квасне гљивице). Ферментација је вероватно друга прекретница у историји хлеба: јер захваљујући њој  хлеб је постао лакши односно, мање густ, углавном због присуства гасова у тесту, што је хлебу дало много бољи укус и изглед. 
Спљоштени хлебови присутни у разним културама могу потицати из каменог доба, претежно из оних култура код којих се испоставило да је зрно житарива било основно у исхрани. Неке варијанте ове врсте примитивног хлеба преживеле су до данас и могу се наћи у разним деловима света, попут арапског лаваша, грчке пите, индијског ротија и тортиље народа Латинске Америке.  
Неки аутори тврде да је хлеб први пут направљен у Централној Азији, и да је потом одатле могао стићи до Месопотамије и Египта захваљујући древним трговачким путевима, и  творцима  сумерско-акадске културе и државе  Сумера, који су у Месопотамију дошли, по свој прилици, из источних планинских области. сродна са семитским племенима сиријско-месопотамске степе.
Негде у Сумерији, или јужној Месопотамији, око 6000. п. н. е, у периоду Џемдет Насра када се развијала сумерскацивилизације крајем 4. и почетком 3. миленијума пре н.е, које припада преисторијском (архајском) добу Сумера, развијала се пољопривреде и занатство које је довело  до појаве трговине, чији су зачеци постојали и раније. Најстарије трговачке комуникације све тешње су повезивале средњу Месопотамију са северним Међуречјем, са Еламом западним Ираном и северном Сиријом, о чему сведоче наласци предмета типа Џемдет-Насра културе у свим тим земљама. Појава трговине повлачи за собом развитак саобраћаја. У том периоду појављују се кола разних врста, као и ширење посебне врсте чамаца, са високим кљуном и уздигнутом крмом. 
У тако развијеној области неко је захваљујући развијеној пољопривреди, почео да прави хлеб какав данас познајемо. 
Сумери су успели да добро диференцирају фазе гњечења теста и уз помоћ загревања и печења спремали прве хлебове. Гњечење се састојало од пресавијања и ваљања теста како би се у њему олакшало стварање глутена и тиме обезбедило дуг период ферментације. Потом је тако припремљена маса за хлеб печена у пепелу на и ватри. 
Сумерани, су такође у периоду Џемдет Насра, подучавали Египћане како се прави хлеб (3000. године п. н. е. ). Да би потом Египћани након усвајања овог знање, и даљег усавршавања, побољшавали процесе печења, све док хлеб није постао неопходна храна за њихово друштво.
Из Египта хлеб се потом проширио по Медитерану захваљујући древним трговачким путевима између Азије и Европе, можда преко Сирије?